# Contraband (album)
Pour les articles homonymes, voir Contraband.
Albums de Velvet Revolver
Libertad
(2007)
Singles
1. Set Me Free
Sortie : 17 juin 2003
2. Slither
Sortie : 24 mai 2004
3. Fall to Pieces
Sortie : 13 septembre 2004
4. Dirty Little Thing
Sortie : 13 septembre 2004

Contraband est le premier album du groupe Velvet Revolver sorti le 8 juin 2004.

## Historique
Plus de dix ans après le dernier album de Guns N' Roses, Slash retrouve Duff McKagan et Matt Sorum. Ils fondent Velvet Revolver, avec Scott Weiland, ancien chanteur de Stone Temple Pilots, et Dave Kushner (ex - Waysted Youth).
Après avoir enregistré le titre Set Me Free pour la bande son originale du film Hulk et une reprise de Money pour la bande son du film Braquage à l'italienne avec le producteur Nick Raskulinecz, le groupe s'attaque à l'enregistrement de l'album.
L'enregistrement est interrompu plusieurs fois, notamment en raison des problèmes judiciaires de Scott, mais l'album, produit par Josh Abraham, sort finalement le 8 juin 2004 sur le label RCA Records avec trois pochettes différentes (blanche, noire et rouge) selon les versions. La silhouette féminine y figurant est celle de l'actrice américaine Rena Riffel.
Les titres Slither et Fall To Pieces sont les deux premiers singles ; ils se classent tous les deux à la première place des charts du Billboard, Mainstream Rock Tracks et sont disques d'or aux USA.
Aux États-Unis, Contraband entre directement à la première place du Billboard 200 et se vend environ à 256 000 exemplaires la première semaine de sa sortie,. Il est certifié disque d'or un mois après sa sortie et se vend à plus de 2 millions d'exemplaires.

## Liste des titres
- Tous les titres sont signés par Scott Weiland, Duff McKagan, Slash, Matt Sorum et Dave Kushner sauf indication.

1. Sucker Train Blues - 4:28
2. Do It For The Kids - 3:56
3. Big Machine - 4:26
4. Illegal I Song - 4:18
5. Spectacle - 3:42
6. Fall to Pieces - 4:30
7. Headspace - 3:43
8. Superhuman - 4:16
9. Set Me Free - 4:08
10. You Got No Right - 5:35
11. Slither - 4:08
12. Dirty Little Thing (Weiland, Mckagan, Slash, Sorum, Kushner, Keith Nelson) - 3:58
13. Loving the Alien - 5:49

## Musiciens
- Scott Weiland - chant
- Slash - guitare solo, chœurs
- Dave Kushner - guitare rythmique
- Duff McKagan - basse, chœurs
- Matt Sorum - batterie, chœurs

avec
- Douglas Grean : claviers sur les titres 6, 10 & 13.

## Charts & certifications

### Album
Charts
| Pays                                  | Durée du classement | Meilleur classement | Date            |
| ------------------------------------- | ------------------- | ------------------- | --------------- |
| Allemagne (GfK Entertainment)         | 15 semaines         | 7e                  | 21 juin 2004    |
| Australie (ARIA Charts)               | 8 semaines          | 2e                  | 20 juin 2004    |
| Autriche (Ö3 Austria Top 40)          | 16 semaines         | 15e                 | 20 juin 2004    |
| Belgique (V) (Ultratop)               | 14 semaines         | 24e                 | 26 juin 2004    |
| Belgique (W) (Ultratop)               | 3 semaines          | 89e                 | 3 juillet 2004  |
| Canada (Canadian Albums)              | 5 semaines          | 1er                 | 26 juin 2004    |
| Danemark (Tracklisten)                | 4 semaines          | 9e                  | 18 juin 2004    |
| Écosse (Scottish Album Chart)         | 20 semaines         | 6e                  | 13 juin 2004    |
| États-Unis (Billboard 200)            | 51 semaines         | 1er                 | 26 juin 2004    |
| Finlande (Suomen virallinen lista)    | 13 semaines         | 8e                  | 21 juin 2004    |
| France (SNEP)                         | 12 semaines         | 34e                 | 6 juin 2004     |
| Italie (FIMI)                         | 12 semaines         | 16e                 | 17 juin 2004    |
| Norvège (VG-lista)                    | 5 semaines          | 4e                  | 14 juin 2004    |
| Nouvelle-Zélande (RMNZ Albums Top40)  | 22 semaines         | 5e                  | 14 février 2005 |
| Pays-Bas (MegaCharts)                 | 19 semaines         | 20e                 | 12 juin 2004    |
| Portugal (AFP)                        | 6 semaines          | 19e                 | 14 juin 2004    |
| Royaume-Uni (UK Albums Chart)         | 20 semaines         | 11e                 | 19 juin 2004    |
| Royaume-Uni (UK Rock and Metal Chart) | 89 semaines         | 1er                 | 13 juin 2004    |
| Suède (Sverigetopplistan)             | 19 semaines         | 5e                  | 18 juin 2004    |
| Suisse (Schweizer Hitparade)          | 10 semaines         | 22e                 | 20 juin 2004    |

Certifications
| Pays             | Certification | Ventes      | Date            |
| ---------------- | ------------- | ----------- | --------------- |
| Australie        | Or            | 35 000 +    | 16 juillet 2004 |
| Canada           | 2 × Platine   | 200 000 +   | 8 mars 2005     |
| États-Unis       | 2 × Platine   | 2 000 000 + | 26 juillet 2005 |
| Nouvelle-Zélande | Platine       | 15 000 +    | 28 février 2005 |
| Royaume-Uni      | Or            | 100 000     | 22 juillet 2013 |

### Singles
| Single             | Chart                   | Durée du classement | Position | Date              | Certifications |
| ------------------ | ----------------------- | ------------------- | -------- | ----------------- | -------------- |
| Set Me Free        | Mainstream Rock Tracks  | 11 semaines         | 17e      | 9 août 2003       |                |
| Set Me Free        | Alternative Songs       | 13 semaines         | 18e      | 5 mars 2005       |                |
| Slither            | Hot 100                 | 20 semaines         | 56e      | 3 juillet 2004    | Or             |
| Slither            | Mainstream Rock Tracks  | 33 semaines         | 1er      | 19 juin 2004      | Or             |
| Slither            | Alternative Songs       | 26 semaines         | 1er      | 3 juillet 2004    | Or             |
| Slither            | ARIA Charts             | 3 semaines          | 26e      | 6 juin 2004       | Or             |
| Slither            | Suomen virallinen lista | 2 semaines          | 19e      | 31 mai 2004       | Or             |
| Slither            | Single Top 100          | 1 semaine           | 81e      | 23 mai 2004       | Or             |
| Slither            | FIMI                    | 1 semaine           | 28e      | 3 juin 2004       | Or             |
| Slither            | VG-lista                | 2 semaines          | 12e      | 31 mai 2004       | Or             |
| Slither            | Single Top 100          | 6 semaines          | 46e      | 29 mai 2004       | Or             |
| Slither            | UK Singles Chart        | 5 semaines          | 35e      | 18 juillet 2004   | Or             |
| Slither            | Sverigetopplistan       | 1 semaine           | 58e      | 4 juin 2004       | Or             |
| Fall to Pieces     | Hot 100                 | 20 semaines         | 67e      | 16 octobre 2004   | Or             |
| Fall to Pieces     | Mainstream Rock Tracks  | 43 semaines         | 1er      | 19 juin 2004      | Or             |
| Fall to Pieces     | Alternative Songs       | 26 semaines         | 2e       | 16 octobre 2004   | Or             |
| Fall to Pieces     | UK Singles Chart        | 2 semaines          | 32e      | 17 octobre 2004   | Or             |
| Fall to Pieces     | Single Top 100          | 1 semaine           | 89e      | 27 septembre 2004 | Or             |
| Fall to Pieces     | Single Top 100          | 6 semaines          | 53e      | 18 septembre 2004 | Or             |
| Dirty Little Thing | Mainstream Rock Tracks  | 25 semaines         | 8e       | 19 juin 2004      |                |
| Dirty Little Thing | Alternative Songs       | 13 semaines         | 18e      | 5 mars 2005       |                |